# Pieces de clavecin (Rameau)
Den franska kompositören Jean-Philippe Rameau skrev dessa böcker av Pieces de clavecin för cembalo. Den första Premier Livre de Pieces de Clavecin, publicerades år 1706; den andra, Pieces de Clavessin, publicerades 1724 och den tredje, Nouvelles Suites de Pieces de Clavecin, 1726 eller 1727. Dessa följdes upp år 1741 av Pieces de Clavecin en Concerts, då cembalon fick sällskap av violin, och gamba eller alternativt flöjt och violin. Det förekommer även inspelningar av dessa verk i version för cembalo solo. 

## Premier Livre de Pieces de Clavecin (1706)

### Svit i a moll
1. Prélude
2. Allemande I
3. Allemande II
4. Courante
5. Gigue
6. Sarabandes I - Sarabande II
7. Vénitienne
8. Gavotte
9. Menuet

c. 22 minuter

## Pieces de Clavessin (1724)

### Svit i e moll
1. Allemande
2. Courante
3. Gigue en Rondeau I
4. Gigue en Rondeau II
5. Le Rappel des Oiseaux
6. Rigaudon I - Rigaudon II et Double
7. Musette en rondeau. Tendrement
8. Tambourin
9. La Villageoise. Rondeau

c. 22 minuter

### Svit i D dur
1. Les Tendres Plaintes. Rondeau
2. Les Niais de Sologne - Premier Double des Niais - Deuxième Double des Niais
3. Les Soupirs. Tendrement
4. La Joyeuse. Rondeau
5. La Follette. Rondeau
6. L'Entretien des Muses
7. Les Tourbillons. Rondeau
8. Les Cyclopes. Rondeau
9. Le Lardon. Menuet
10. La Boiteuse

c. 30 minuter

### Svit i a moll
1. Allemande
2. Courante
3. Sarabande
4. Les Trois Mains
5. Fanfarinette
6. La Triomphante
7. Gavotte avec les Doubles de la Gavotte

c. 33 minuter

### Svit i G dur/g moll
1. Les Tricotets. Rondeau.
2. L'indifférente
3. Menuet I - Menuet II
4. La Poule
5. Les Triolets
6. Les Sauvages
7. L'Enharmonique. Gracieusement.
8. L'Égyptienne

c. 23 minuter